# Zádub-Závišín
Zádub-Závišín là một làng thuộc huyện Cheb, vùng Karlovarský, Cộng hòa Séc.